# Sant Esteve d'Enseu
Sant Esteve d'Enseu és una església romànica del poble d'Enseu, pertanyent al terme de Baix Pallars, del Pallars Sobirà. Pertangué a l'antic terme de Gerri de la Sal. Està situada en un turó de 758 metres d'altitud, en el costat nord-est del poble d'Enseu.
És una església d'una sola nau amb absis a llevant, tot dins de les característiques línies del romànic del segle xi. L'absis, que s'obre a la nau a través d'un arc que forma simplement un plec, està 
decorat amb arcuacions llombardes, de les quals només han desaparegut les dues darreres del costat nord, eliminades en alguna reforma. La coberta original, de la qual es conserva encara el ràfec, era de lloses, que van ser substituïdes més tardanament per teules. Tota la coberta, tant de la nau com de l'absis, és a dos vessants.
Té categoria de sufragània, depenent de Sant Feliu de Gerri de la Sal, agrupada modernament a Sant Feliu de Sort.